# John Jeffries
John Jeffries (Boston, 5 de febrero de 1744-ibídem, 16 de septiembre de 1819) fue un médico,  cirujano militar, y científico estadounidense.

## Biografía
Cursó la carrera de medicina en la Universidad de Harvard.
Sirvió en el Ejército Británico en Nueva Escocia y en Nueva York durante la Revolución americana. Es principalmente reconocido por haber acompañado a Jean-Pierre Blanchard el 7 de enero de 1785 en su vuelo en globo aerostático por el Canal de la Mancha. También tuvo un papel muy importante en los juicios por la masacre de Boston, siendo el testigo principal de la defensa. Asimismo fue el cirujano de Patrick Carr, uno de los estadounidenses que recibió un disparo durante el incidente.